# XNOR

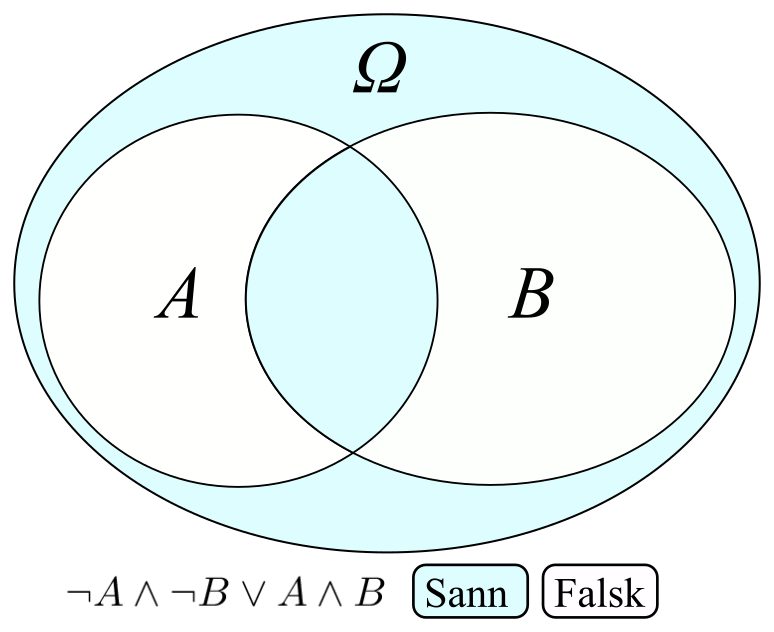
Venndiagram för A XNOR B, vilket är liktydigt med A ↔ B

XNOR är ett logiskt konnektiv, som fås då den dyadiska operatorn XOR negeras, vilket är liktydigt med materiell ekvivalens.
XNOR kan även beskrivas som negationen av konnektivet exklusiv disjunktion.
{\displaystyle ~~\neg (A\oplus B)=~A\leftrightarrow B}
Med de satslogiska konnektiven och variablerna p och q, kan p XNOR q uttryckas:
{\displaystyle \lnot p\land \lnot q\lor p\land q}
Med de logiska variablerna p och q och med hjälp av boolesk algebra kan XNOR-funktionen härledas från inversen av XOR:
{\displaystyle {\overline {(p\cdot {\overline {q}}+{\overline {p}}\cdot q)}}=}
{\displaystyle ={\overline {p}}\cdot p+{\overline {p}}\cdot {\overline {q}}+p\cdot q+q\cdot {\overline {q}}=}
{\displaystyle ={\overline {p}}\cdot {\overline {q}}+p\cdot q},
vilket betyder att den logiska funktionen är sann om p och q båda är falska eller båda sanna.
XNOR-grind är en inverterad XOR-grind, vilket betyder att dess effekt är den motsatta en XOR-grind.
{\displaystyle Y={\overline {A\oplus B}}}
| Kretssymbol för XNOR | \| A \| B \| XNOR \| \| H \| H \| H \| \| H \| L \| L \| \| L \| H \| L \| \| L \| L \| H \| |      |
| A                    | B                                                                                            | XNOR |
| H                    | H                                                                                            | H    |
| H                    | L                                                                                            | L    |
| L                    | H                                                                                            | L    |
| L                    | L                                                                                            | H    |